# Theux
Theux /tø/ (in vallone Teu) è un comune belga di 11 672 abitanti, situato nella provincia vallona di Liegi.